# Kilbella River
Kilbella River är ett vattendrag i Kanada.   Det ligger i provinsen British Columbia, i den sydvästra delen av landet, 3 800 km väster om huvudstaden Ottawa.
I omgivningarna runt Kilbella River växer i huvudsak barrskog. Trakten runt Kilbella River är nära nog obefolkad, med mindre än två invånare per kvadratkilometer.